# 臼齒龍占麗魚
臼齒龍占麗魚，為輻鰭魚綱鱸形目隆頭魚亞目慈鯛科的其中一種，分布於非洲馬拉威湖南部流域，棲息深度40-73公尺，體長可達17.5公分，棲息在沙底質深水域，以腹足類為食，生活習性不明，可作為觀賞魚。

## 擴展閱讀
維基物種上的相關：臼齒龍占麗魚